# Trichura fulvicaudata
Trichura fulvicaudata är en fjärilsart som beskrevs av Lathry 1899. Trichura fulvicaudata ingår i släktet Trichura och familjen björnspinnare. Inga underarter finns listade i Catalogue of Life.